# Edward Radtke
Edward Radtke, noto anche come Ed Radtke (Washington, 1962), è un regista, sceneggiatore e produttore cinematografico statunitense.

## Biografia
Nel 1999 ha diretto The Dream Catcher il film drammanito indipendente che narra la storia di un adolescente in difficoltà economiche che, da Filadelfia, cerca di raggiungere lo zio che vive in Indiana, accompagnato di un giovane senza tetto. Con questa pellicola Radtke ha ottenuto due menzioni speciali al Thessaloniki International Film Festival del 1999, andate a Paddy Connor e Terry Stacey e, nel 2010 il premio della giuria al Woodstock Film Festival.
Nel 2007 il suo film The Speed of Life ha partecipato alla 64ª Mostra internazionale d'arte cinematografica di Venezia nella sezione Giornate degli autori dove ha vinto il Queer Lion 2007.

## Filmografia

### Sceneggiatore
- Bottom Land (1992)
- The Dream Catcher (1999)
- Aime ton père (2002)
- The Speed of Life (2007)

### Regista
- Bottom Land (1992)
- The Dream Catcher (1999)
- The Speed of Life (2007)